# 14836 Maxfrisch
14836 Maxfrisch eller 1988 CY är en asteroid i huvudbältet som upptäcktes den 14 februari 1988 av den tyska astronomen Freimut Börngen vid Tautenburg-observatoriet. Den är uppkallad efter författaren Max Frisch.
Asteroiden har en diameter på ungefär 14 kilometer.